# کلیسای جامع کنتربری
کلیسای جامع کنتربری (انگلیسی: Canterbury Cathedral) یک کلیسای جامع در شهر کنتربری، انگلستان است.
این کلیسا که از قدیمی‌ترین و مهم‌ترین کلیساهای تاریخی انگلستان است در سال ۵۹۷ میلادی بنا نهاده شده و در سال ۱۰۷۰ تا ۱۰۷۷ به صورت کامل تکمیل شده است، کلیسای کنتربری در سال ۱۹۸۸ در میراث جهانی یونسکو ثبت شده است.
کلیسای جامع کنتربری دارای ۱۶۰ متر طول، ۴۷ متر عرض و ۳ برج به ارتفاع ۷۲ متر می‌باشد.

## نگارخانه

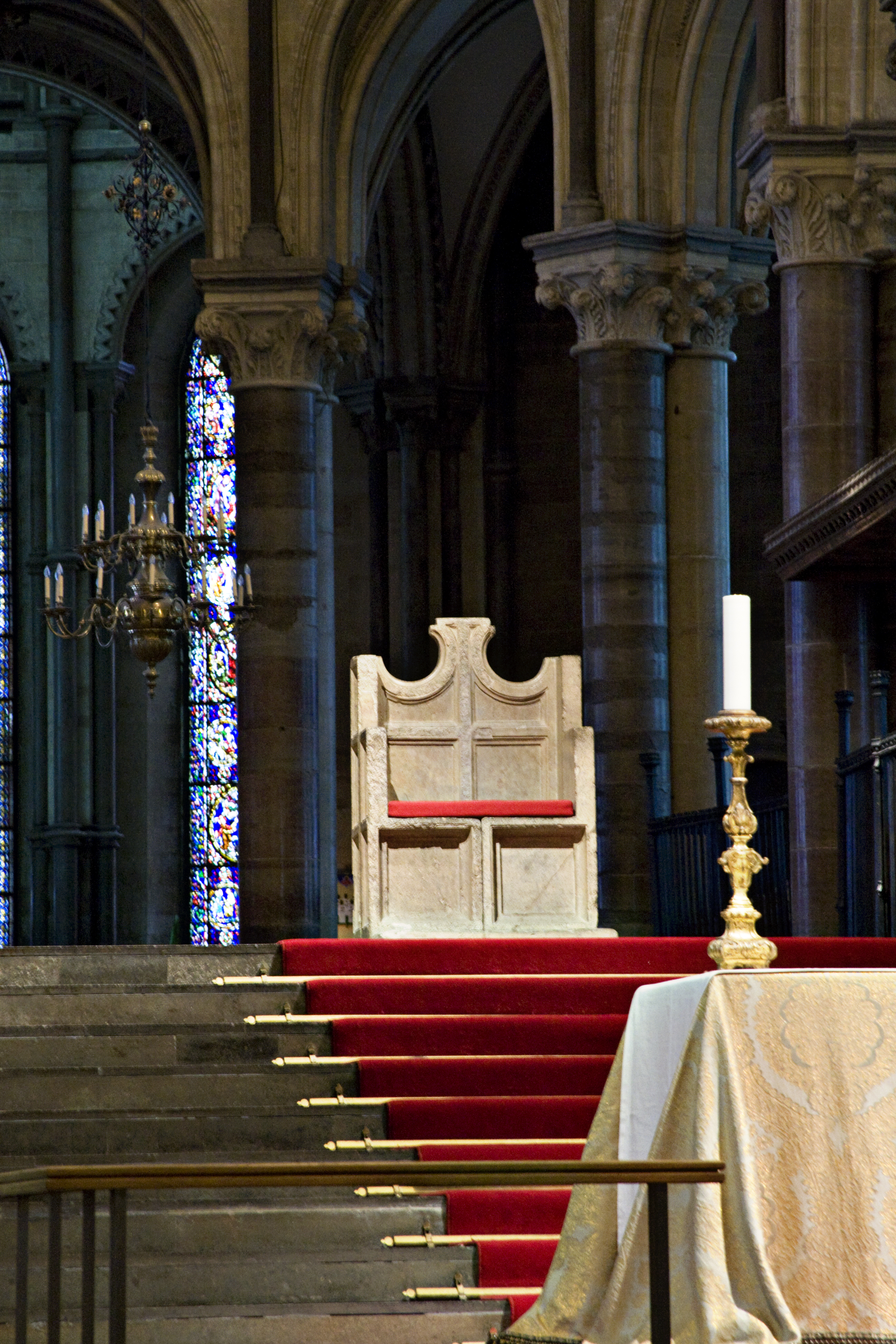
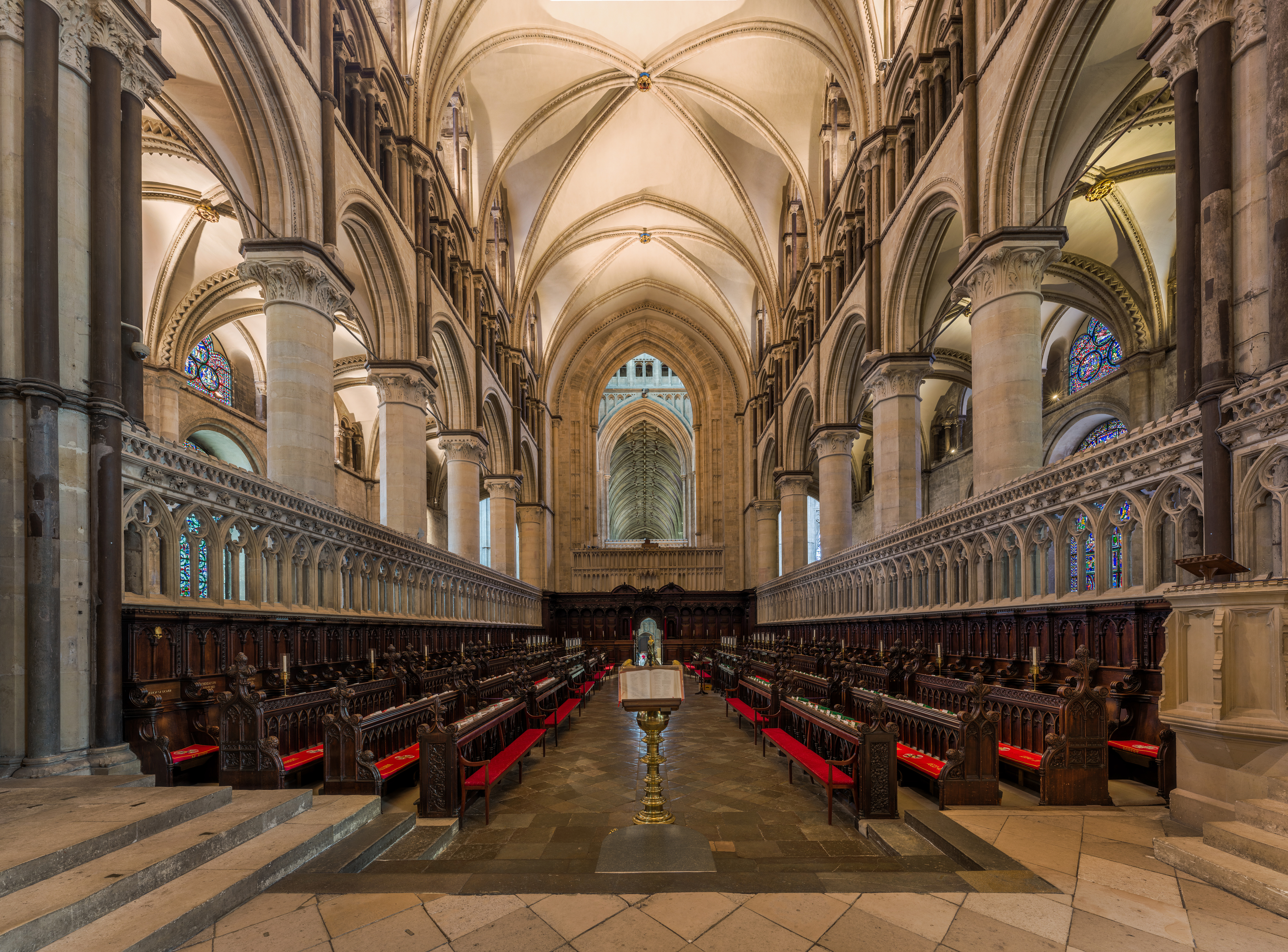
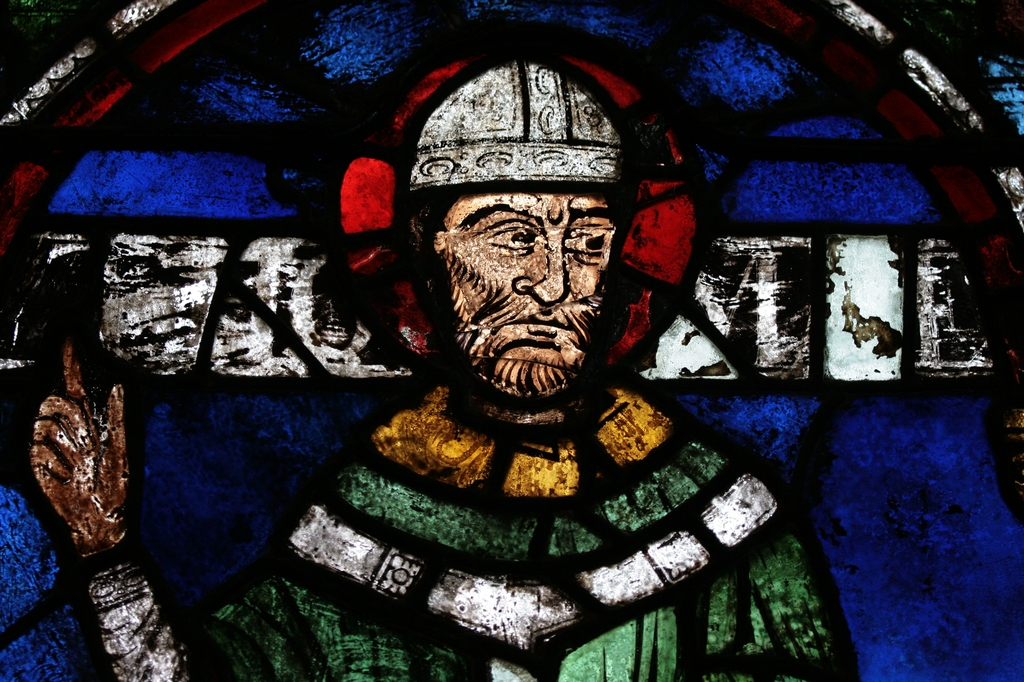
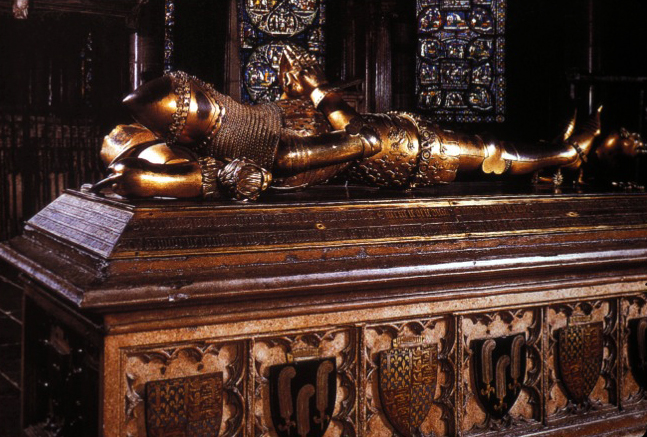
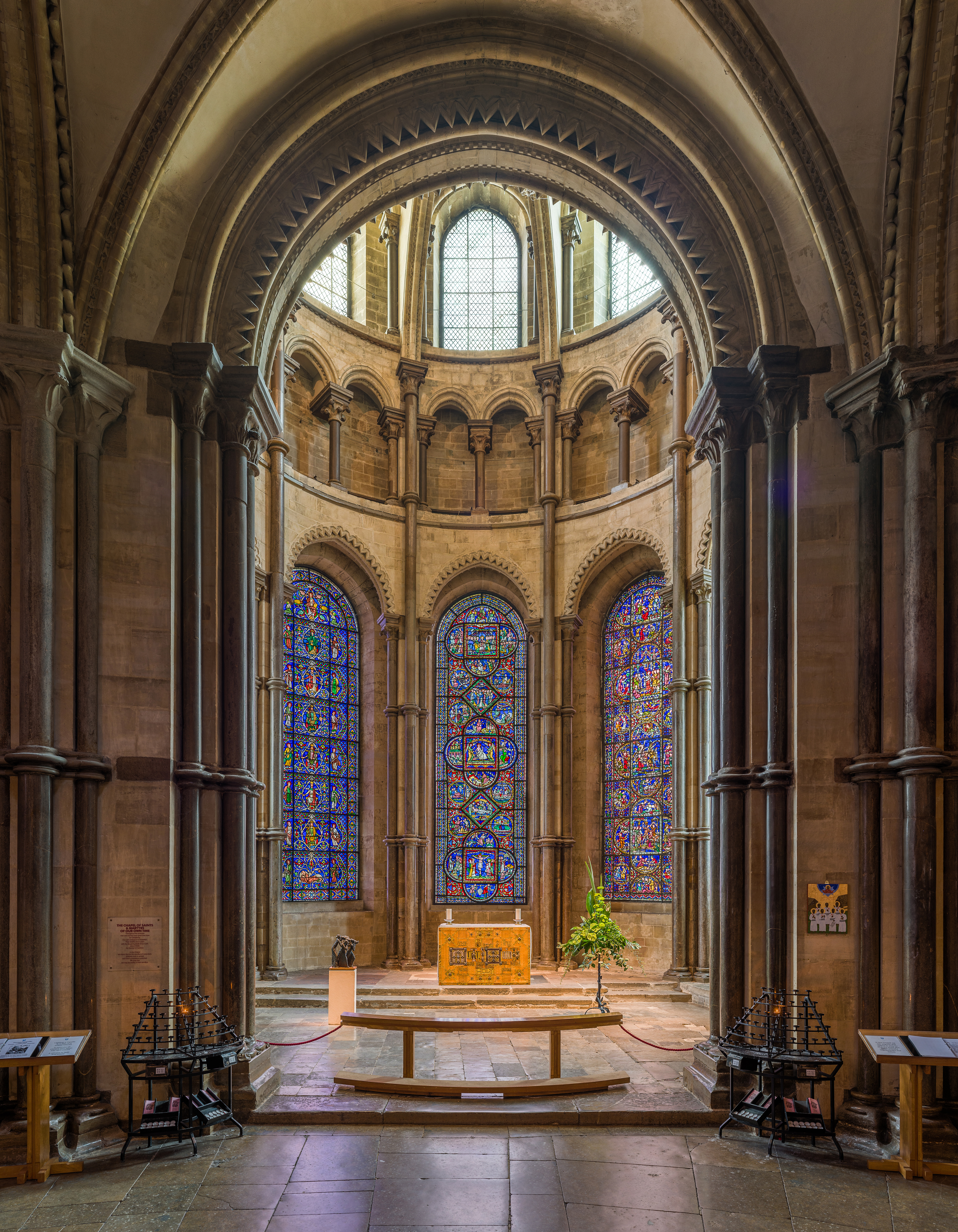
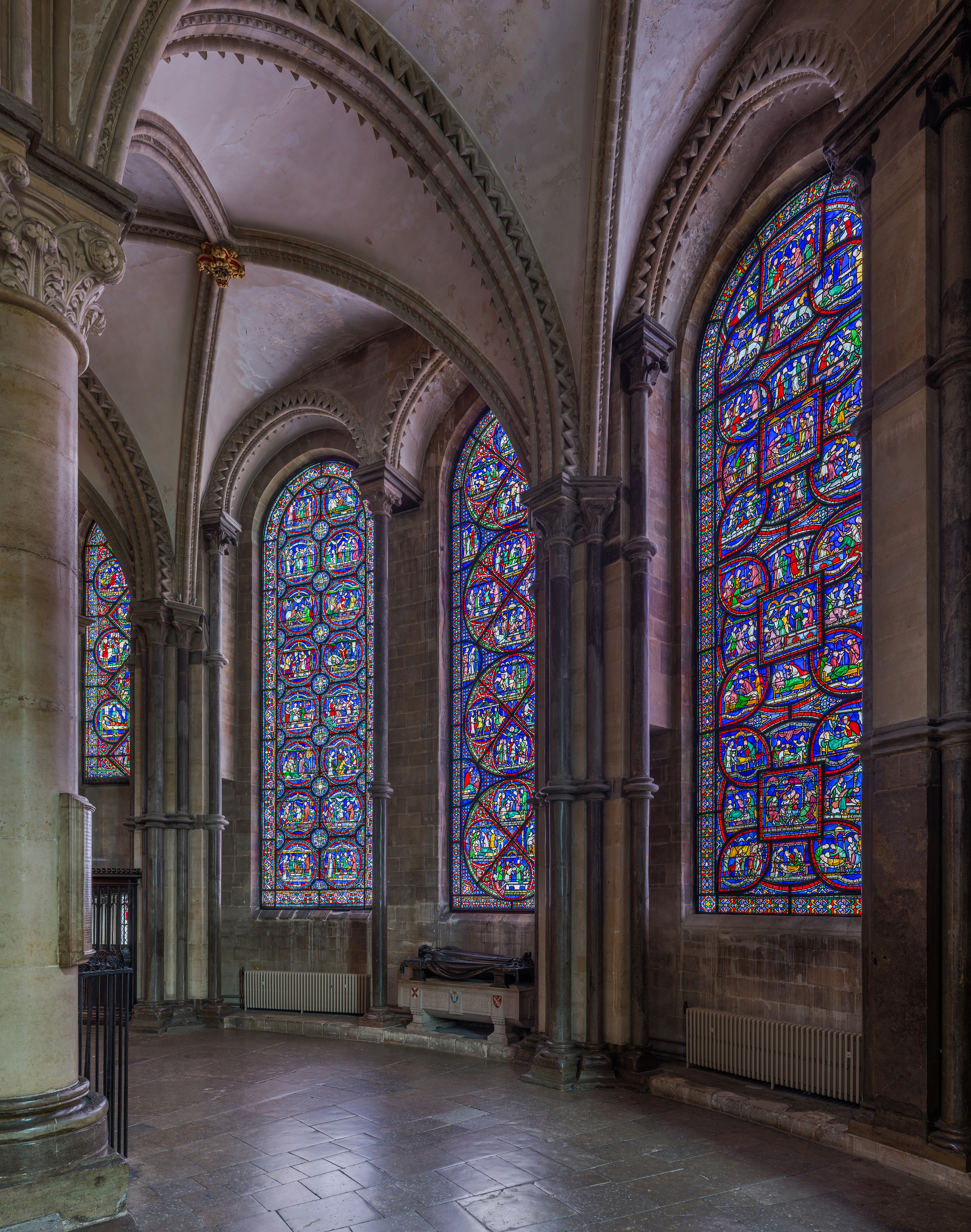
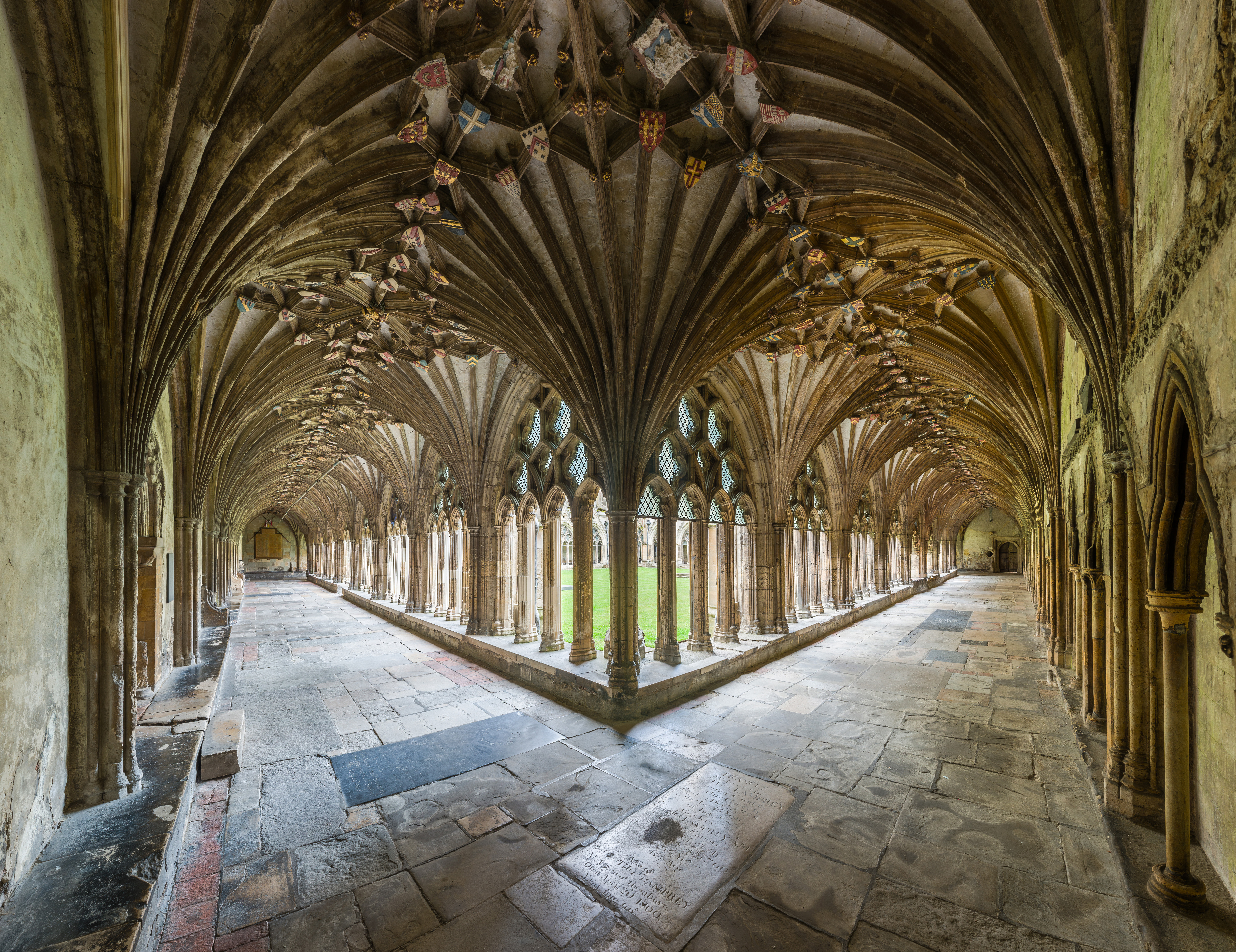
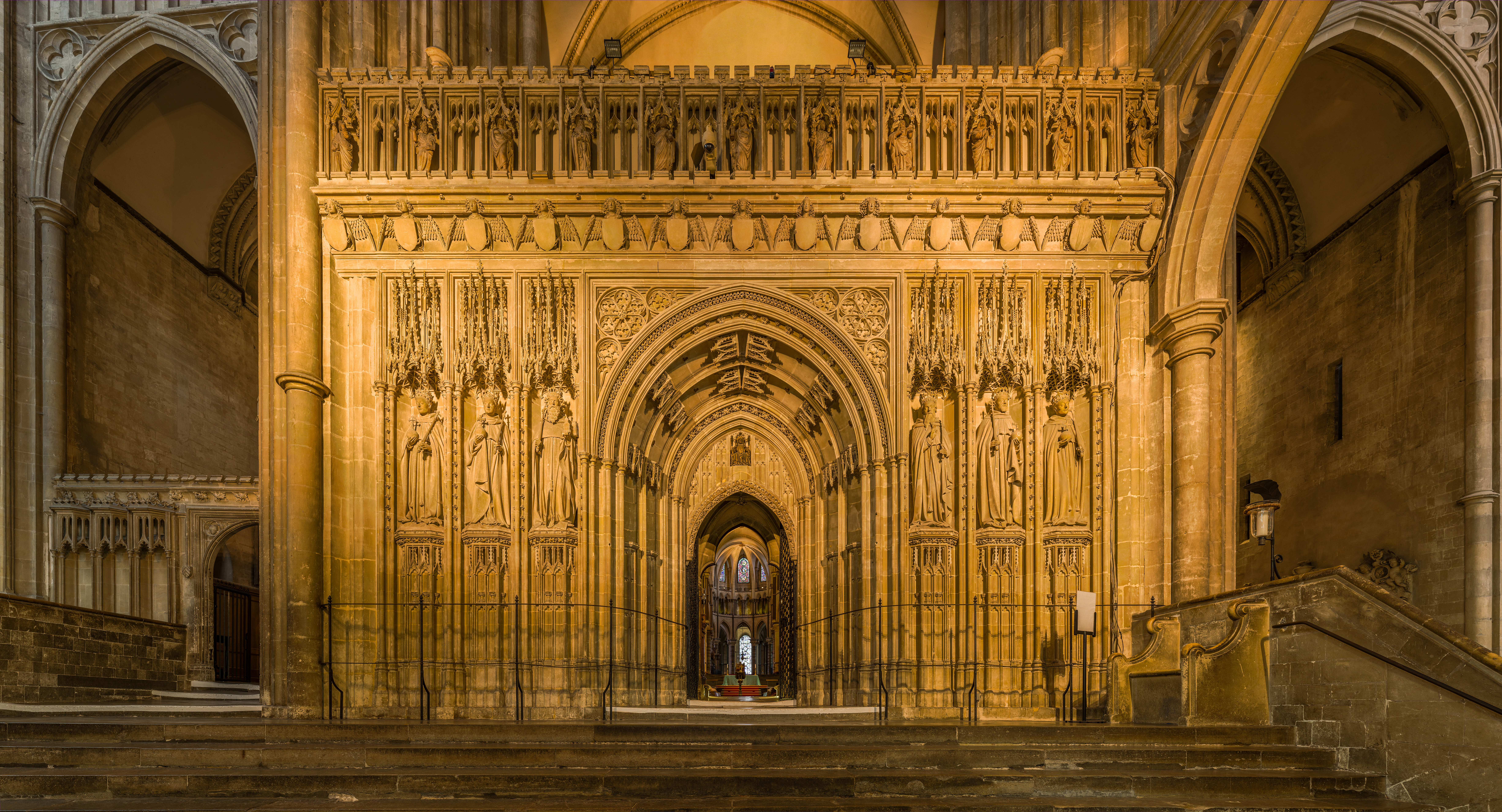
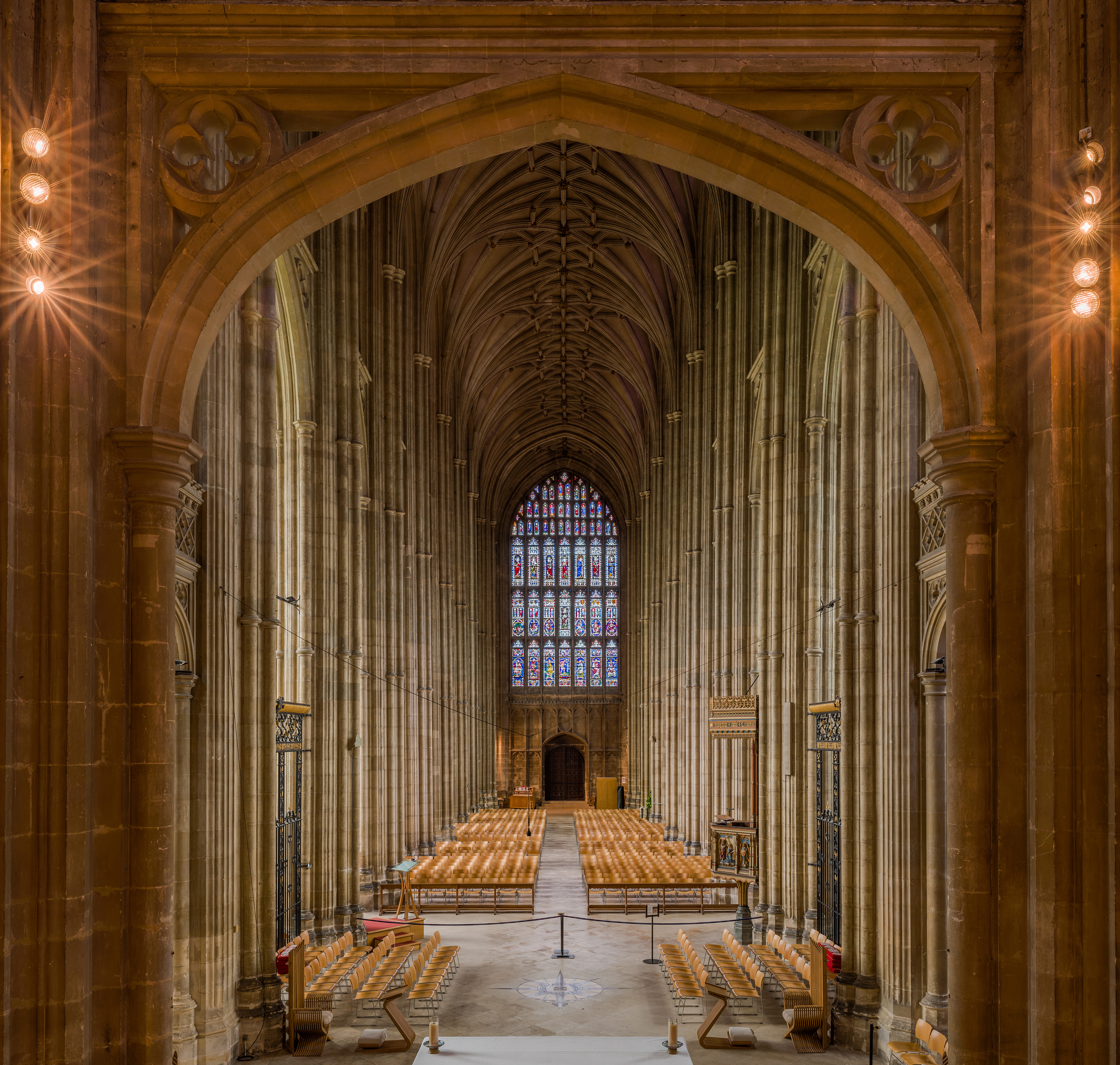
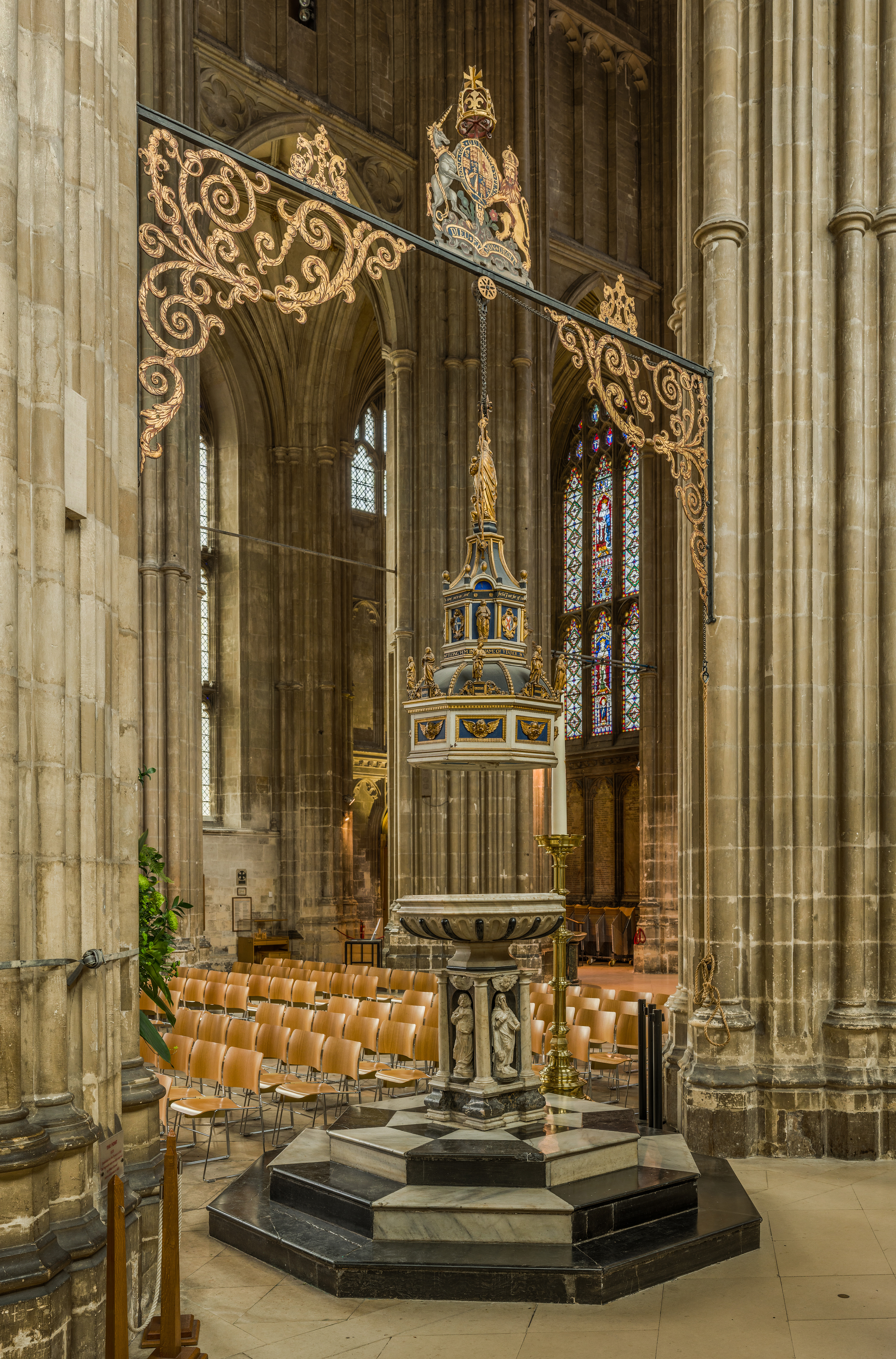